# Bercy Slegers
Bercy Slegers (Poperinge, 13 mei 1976) is een Belgisch CD&V-politica.

## Levensloop
Slegers behaalde in 1999 aan de Universiteit van Gent het diploma Licentiate in de Politieke Wetenschappen. In 2001 rondde ze in Louvain-la-Neuve een Europese Master in de Arbeidswetenschappen af. Vanaf 2002 werkte Slegers als regiosecretaris van CD&V voor de regio Oostende-Westhoek. Van 2004 tot 2007 was ze actief op het kabinet van toenmalig Vlaams minister-president Yves Leterme en nadien was ze van 2007 tot 2011 politiek secretaris van Vlaams minister Hilde Crevits.
Van 2001 tot 2005 was Slegers CD&V-gemeenteraadslid in Mesen.  Na de gemeenteraadsverkiezingen van oktober 2006 werd ze schepen voor Jeugd, Gezin, Milieu en Informatica te Wervik, wat ze bleef tot in 2012. Nadien zetelde ze tien jaar als gemeenteraadslid op de oppositiebanken. In mei 2022 kwam CD&V opnieuw in het bestuur van Wervik en werd Slegers eerste schepen, met de bevoegdheden Cultuur, Jeugd, Natuur en Milieu. Na de verkiezingen van oktober 2024 bleef Slegers eerste schepen.
Ze werd in 2006 tevens verkozen als West-Vlaams provincieraadslid voor het Provinciedistrict Ieper, wat ze bleef tot in december 2011. Bij de federale verkiezingen van juni 2010 stond Slegers als tweede opvolger op de CD&V-lijst in de kieskring West-Vlaanderen. Op 15 december 2011 kwam ze in de Kamer terecht na het ontslag van Yves Leterme, die adjunct-secretaris van de OESO werd. Officieel volgde ze Hendrik Bogaert. In de Kamer werd ze vast lid van de commissie Binnenlandse zaken, Naturalisaties en Gelijke kansen, en plaatsvervangend lid van de commissie Verkeer, infrastructuur en overheidsbedrijven. 
In mei 2014 stond ze bij de Kamerverkiezingen op de eerste opvolgersplaats op de West-Vlaamse lijst en werd aldus niet rechtstreeks herkozen. Ze kwam niet meer in de Kamer terecht en werd eind 2014 door haar partij aangesteld als toezichthouder bij de publiek-private samenwerking voor scholenbouw Scholen van Morgen, hetgeen ze bleef tot in maart 2020. Ook werkte ze van 2014 tot 2017 als adviseur op het kabinet van federaal vicepremier Kris Peeters en daarna van 2017 tot 2020 als adviseur op het kabinet van Vlaams viceminister-president Hilde Crevits.
Bij de federale verkiezingen van mei 2019 stond Slegers opnieuw op de eerste opvolgersplaats. Van maart tot oktober 2020 was ze opnieuw lid van de Kamer als opvolger van Nathalie Muylle, die toen minister was in de Regering-Wilmès II. Tijdens haar tweede periode in de Kamer zetelde ze in de commissies Justitie en Binnenlandse Zaken. Na het aflopen van haar mandaat in oktober 2020 werd ze adviseur voor civiele veiligheid op het kabinet van federaal minister van Binnenlandse Zaken Annelies Verlinden.